# Rieger von Riegershofen
Rieger von Riegershofen byli novoštítný šlechtický rod.

## Významní členové rodu
Wenzel Franz Freiherr Rieger von Riegershofen (1809-1891) měl za manželku Marii Magdalenu von Starck. Byl jmenován  29. července 1850 prvním čestným měšťanem města Kolína a stal se  i místodržitelským radou v Praze. Šlechtický titul v roce 1872 Z jejich  pěti dcer se tři provdaly do šlechtických rodů Isabela (1845-1912) k von Rumerskirch, Berta( 1850-1927) k von Zedtwitz a Helena (1855-1928) k Baillet de Latour.

## Erb
Erb je rozdělen na  čtvrtiny. První a čtvrtá čtvrtina  rozdělena  třikrát modře a zlatě. Druhá a třetí čtvrtina  s pěti zlatými hvězdami. Tři helmy vpravo, na modrozlatém pozadí tři pštrosí pera. Uprostřed modrozlaté pozadí. Na levé straně na červeno- stříbrném pozadí tři pštrosí pera. Erb drží dva zlatí lvi s heslem : "Omnia per Cesare et Patria".